# 어느 소녀의 고백 (영화)
"어느 소녀의 고백"은 1970년에 개봉한 박종호 감독의 영화다. 

## 줄거리
절도죄로 복역하던 수미는 소년원에서 알게 된 영수와 사랑에 빠져 장래를 약속한다. 하지만 영수의 형 백형사는 그들의 사이를 반대하고...

## 출연
- 신영균
- 오수미
- 백영민
- 허장강
- 박암
- 이대엽